# زیارت خضر نبی
زیارت خضر نبی مربوط به دوره صفوی - دوره قاجار است و در شهرستان قشم، بخش هرمز، ۸ کیلومتری جنوب شرقی هرمز واقع شده و این اثر در تاریخ ۲۷ بهمن ۱۳۸۲ با شمارهٔ ثبت ۱۰۹۲۳ به‌عنوان یکی از آثار ملی ایران به ثبت رسیده است.